# サトゥールン科学製造合同
株式公開会社・科学製造合同「サトゥールン」（ロシア語: ОАО «Научно-производственное объединение „Сатурн“»）は、ロシア連邦の機械製作企業である。略称はNPO「サトゥールン」 (ロシア語: НПО „Сатурн“) 。
主に軍用機や民間機および艦船向けのガスタービンエンジンの開発・製造を行っている。
2001年にそれまでの製造部門の株式公開会社「ルィービンスキエ・モトールィ」と開発部門の株式公開会社「A・リューリカ＝サトゥールン」が合併して誕生した。企業形態は株式会社であり、ヤロスラーヴリ州のルィービンスク市に本社を置いている。社長はユーリイ・ラーストチュキン。なお、「サトゥールン」とはロシア語で「土星」のこと。

## 概要

### 歴史
NPO「サトゥールン」のそもそもの始まりは、ロシア帝国時代の1916年に設立されたロシア・ルノー社のルィービンスク自動車工場であった。ロシア革命後の1924年には部門を航空機用エンジンに変え、1928年にはその最初の量産化を果たした。1938年からはイスパノ・スイザ12YV型12気筒液冷エンジンを基に開発されたM-100、M-103、M-105、M-105PFといった優れたエンジンを生産した。M-105PFは、Yak-3の搭載エンジンとして採用された。

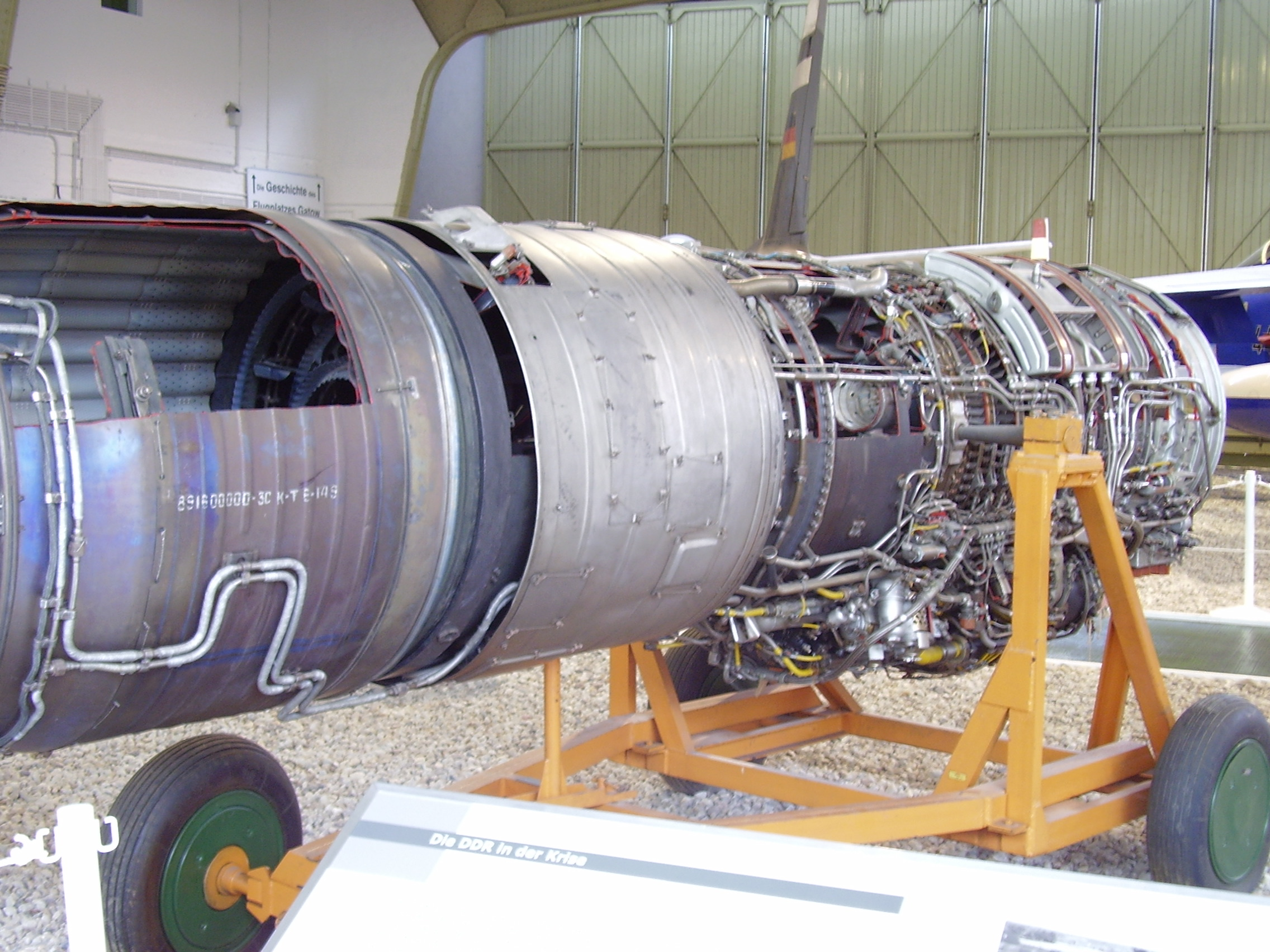
「A・リューリカ＝サトゥールン」で大量生産されたAL-21F3ターボジェットエンジン

1947年には、ソ連で最初の量産型ジェットエンジンとなるTR-1の開発に成功した。その後、AL-7シリーズが初のマッハ 2級ジェットエンジンとして大きな成功を収めた。このエンジンを開発したアルヒープ・リューリカは、自身が指導する開発チームを持つことを許された。これが、のちに特殊設計局「A・リューリカ＝サトゥールン」となった。
1968年には超音速旅客機Tu-144D用のRD-36-51エンジンを開発、1970年にはIl-76向けのD-30KP、Il-62M向けのD-30KUの量産化に成功した。1972年には、アメリカ合衆国のJ79ターボジェットエンジンを参考にAL-7を改良したAL-21Fシリーズを開発した。このエンジンは、Su-17シリーズやSu-24シリーズに広く採用された。1975年にはSu-27向けにAL-31Fターボファンエンジンを開発した。このエンジンは、Su-27の派生型であるSu-33やSu-35にも採用された。
ソビエト連邦の崩壊後、ルィービンスクの各エンジン関連設計局・工場はロシア連邦の企業となった。国際的な競争力を高めるため、1997年にはルィービンスク・エンジン製作設計局が「ルィービンスキエ・モトールィ」が合併した。1998年には、ヴォールシュスキイ機械製作工場が「ルィービンスキエ・モトールィ」と合併した。2001年には、「ルィービンスキエ・モトールィ」と「A・リューリカ＝サトゥールン」が合併し、NPO「サトゥールン」が誕生した。

### 経営

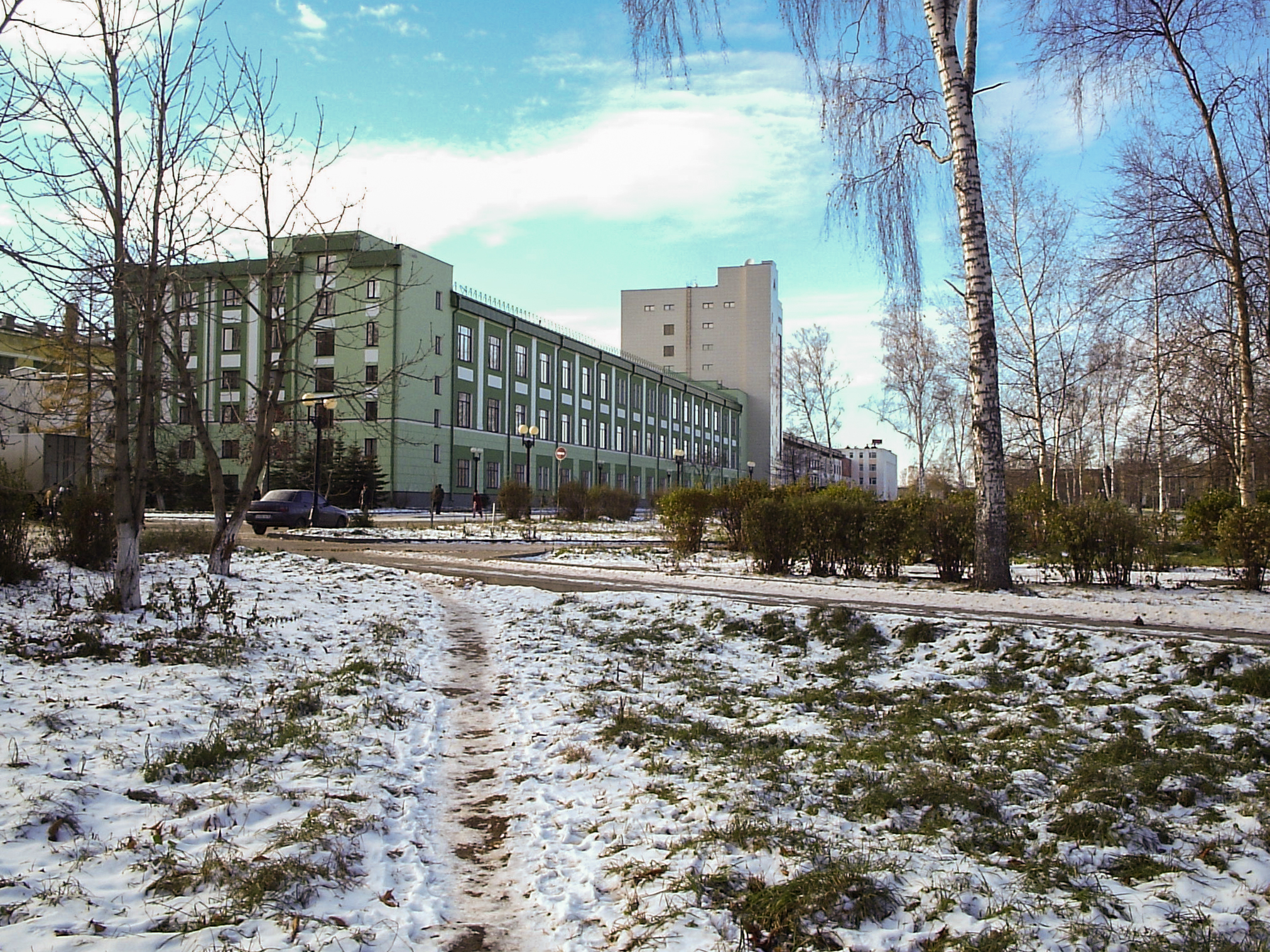
NPO「サトゥールン」の建物

製造部門の敷地面積は100万m2になり、そこでは1万2千以上のプラントが稼動している。
NPO「サトゥールン」の株式は、37 %を国家が保有しており、57 %を経営陣が、6 %をその他の株主が保有している。2007年12月21日時点でのロシア取引システムにおける市場資金は119億ルーブリであった。株式の内、19.98 %はパートナーシップを結んでいるウーファ・モーター製作製造合同に所有されている。
従業員数は、2006年1月1日現在で17900 人であった。2006年の年間販売額は80億ルーブリで、その内欠損額は1億8300万ルーブリであった。

## 製造した主なエンジン
製造した主なエンジンのシリーズ。
- M-100 - I-1、I-17 - SB
- M-103 - SB-2bis、スターリ7、スターリ11
- M-105 - Ar-2 - Pe-2、Yak-1、Yak-3、Yak-7、Yer-2
- TR-1 - Su-11(LK)、Il-22
- AL-5 - Il-30、Il-46
- AL-7 - Il-54
- AL-7B (PB) - Tu-98
- AL-7F-1 - Su-7とその派生型、Su-17
- AL-7 - Su-9
- AL-21 - Su-17Mとその派生型、Su-24とその派生型
- AL-31F/FP/FM - Su-27、Su-30
- AL-35F - Su-35 (旧Su-27M)
- AL-37FU - Su-37
- AL-41F - 1.44
- AL-41F1 - PAK FA
- AL-41F1S - Su-35BM